# Zootje (hoeveelheid)

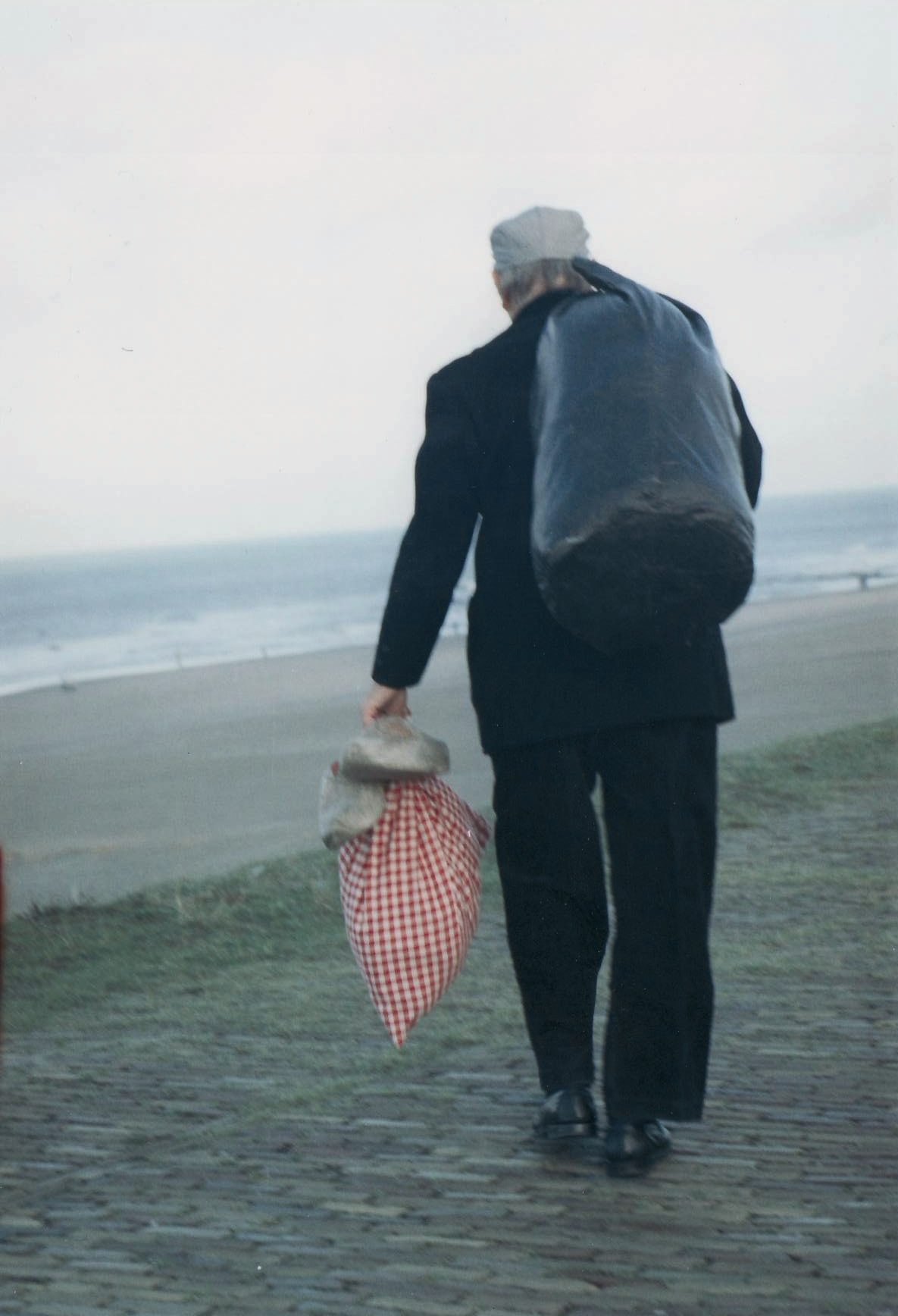
Visser met in zijn linkerhand een 'knappe' zoode vis

Een zootje (afgeleid van zode, "kooksel", vergelijk: waterzooi) is in dit geval een aanduiding van een hoeveelheid vis of haring die normaliter aan een belanghebbende kosteloos wordt verstrekt. Men treft het begrip, zij het dan wisselend, in variaties als 'Zoode' en 'Zootje' al aan in 18e-eeuwse Keuren en Ordinantien De 16e-eeuwse viskoper Adriaen Coenensz. toont in zijn Visboeck een - zij het eigentijdse - variatie, namelijk 'soe'.

## Eigen gebruik
Toenmalige keuren gaven omtrent een zoode - zootje - aan dat vissers, stuurlieden, reders en boekhouders deze binnen de grenzen van de keur kosteloos mochten achterhouden. Het ging dan wel om kleine scholletjes en zeehanen en deze dan alle buiten de reguliere afslag om. Voor wat betreft de eigen bemanning wordt in een bepaalde keur gepreciseerd dat dergelijke vissers doordeweeks op zee van de door hen gevangen vis mochten eten, wellicht opmerkelijk voor nu, maar niet voor de toenmalige tijd waarin ook dit nadrukkelijk in regelgevingen was vastgelegd. En het reikte verder.
Op tijdstippen van de aanlanding aan de wal of op het strand mochten bemanningsleden een zootje - zoode - dat zij normaliter op zee aan boord zouden hebben genuttigd, nu meenemen naar huis. Dat bood die vissers - of hun vrouwen - tevens de mogelijkheid, het voor thuis bestemde zootje onderhands te verkopen. De visserij verschafte een slechts pover, ja zelfs armelijk bestaan aangezien de vissersgezinnen altijd omvangrijk waren. De opbrengst van het verkochte zootje, al dan niet ten koste gaand van de huiselijke maaltijd, gaf in elk geval financieel wat ruimte voor zo'n groot gezin.

## Braadje en Voering
De dialectologische woordenboeken van Katwijk en van Scheveningen kennen wél resp. het begrip 'Braadje' als brâe of braedje en als braa of breitje maar bieden nauwelijks tot geen zicht op enigerlei bron. Een historische - betrouwbare - bron evenwel kent het begrip 'Braadje' en zij onderbouwt daarbij ook de gelijksoortigheid van de lemmata Braadje en Zootje.  Ook een keur uit 1781 toont de gelijksoortigheid van de beide voornoemde lemmata.
Evenals de oorsprong of afleiding bij zootje - dat is afgeleid van zode, "kooksel" - ligt de oorsprong of afleiding van braadje bij het werkwoord 'braden'. Weinig bekend en daarom weinig geciteerd is het begrip Voering Het ging hier om een hoeveelheid van een mand vis of een ton haring waarop de bemanning recht had en welke in de afslag voor de bemanning te gelde werd gemaakt.

## Vrouwenvis
Bovenstaand bleek al dat rond het lemma 'Zootje' andersluidende begrippen bestaan of bestonden. Het begrip Vrouwenvis(ch)
is daar een van. Alleen al rondom de vraag om welke vrouwen het hier zou gaan wordt wisselend geoordeeld en geschreven. Het zou kunnen gaan om armlastige vrouwen - bijvoorbeeld weduwen - die kosteloos bij het vissersschip wat vis toebedeeld kregen, om echtgenoten van aangelande vissers die 's mans meegebrachte vis privé verkochten of om in vis handelende vrouwen die bij de afslag van de vis voor een lagere prijs minder in trek zijnde en ondermaatse vis kochten om deze vervolgens aan de deuren te slijten.
De Scheveningse geschiedschrijver J.C. Vermaas stelt dat het hier ging om een afslag - aangeduid als stille afslag - van ongewenste en ondermaatse vis, namelijk kleine scholletjes en zeehanen, zoals eerder aangegeven. Deze werden vanwege hun lagere prijs door visvrouwen gekocht.. Maar een brochure die deel uitmaakte van een expositie in het nu zo hetende Muzee toont een andere lezing. De brochure stelt dat een zootje vis dat aan de vissers privé was toebedeeld, 'Zoodevis' of 'Vrouwenvis' werd genoemd. Hierbij was dus geen sprake van een afslag of enigerlei betaling. Overigens wordt in geen enkele aangetroffen keur of regelgeving over vis - of over handel erin - de benaming Vrouwenvis, of iets wat daarop lijkt, genoemd. Behoudens in Harderwijk, waar in 1548 bepaald wordt dat niemand vrouwen- of heiligenvis, vissenkoppen, roggen en mosselen mag kopen anders dan aan de zeebrug.

## Adriaen Coenensz.
Het is interessant, te zien dat Adriaen Coenensz. (1514-1587) in zijn naslagwerk Visboeck reeds het lemma 'Zootje' - maar dan in een 16e-eeuwse oorsprong daarvan - hanteerde. Want inderdaad verhaalt Coenen op een zeker moment over een goede soe vische die hij heeft verkregen bij het zogenaamde singelen, een toenmalige vorm van sportvissen vanaf het strand in de Noordzee.

## Nog bestaand
Heden ten dage is een zootje niet zozeer bestemd voor de visser. Bij de aankomst in de havens van kleinere vissersschepen die in zee op platvis en/of op rondvis hebben gevist, staan altijd wel wat ouderen op de kade te wachten in de hoop, een zootje toebedeeld te krijgen. Het betreft meest oud-vissers óf lieden die indirect een relatie hebben of hadden met de binnengekomen visser(s). De doelstelling van het zootje is in opzet weliswaar verlegd maar het zootje is kosteloos gebleven.